# Lijst van voetbalinterlands Australië - Slovenië
Deze lijst van voetbalinterlands is een overzicht van alle officiële voetbalwedstrijden tussen de nationale teams van Australië en Slovenië. De landen speelden tot op heden een keer tegen elkaar: een vriendschappelijke wedstrijd, gespeeld op 11 augustus 2010 in Ljubljana.

## Wedstrijden
| № | Plaats    | Datum            | Competitie        | Wedstrijd            | Uitslag |
| - | --------- | ---------------- | ----------------- | -------------------- | ------- |
| 1 | Ljubljana | 11 augustus 2010 | Vriendschappelijk | Slovenië – Australië | 2 – 0   |

## Samenvatting
| Competitie        | Totaal gespeeld | Winst Australië | Gelijk | Winst Slovenië | Doelsaldo Australië – Slovenië |
| ----------------- | --------------- | --------------- | ------ | -------------- | ------------------------------ |
| Vriendschappelijk | 1               | 0               | 0      | 1              | 0 − 2                          |
| Totaal            | 1               | 0               | 0      | 1              | 0 − 2                          |

Wedstrijden bepaald door strafschoppen worden, in lijn met de FIFA, als een gelijkspel gerekend.

## Details

### Eerste ontmoeting
De eerste en tot op heden enige ontmoeting tussen de nationale voetbalploegen van Australië en Slovenië vond plaats op 11 augustus 2010. Het vriendschappelijke duel, bijgewoond door 16.135 toeschouwers, werd gespeeld in het pas opgeleverde Stožicestadion in Ljubljana en stond onder leiding van scheidsrechter Paolo Tagliavento uit Italië. Hij deelde geen kaarten uit, en werd geassisteerd door zijn landgenoten Andrea Stefani en Mauro Tonolini. Het aanvangstijdstip was 19:45 uur. Bij Slovenië maakte Josip Iličič (NK Maribor) zijn debuut voor de nationale ploeg. Han Berger trad op als interim-coach bij Australië na het vertrek van Pim Verbeek.
| Vriendschappelijk (Ljubljana, Slovenië, 11 augustus 2010): |              | |
| Slovenië | 2 – 0        | Australië |
| Zlatko Dedič 78' Zlatan Ljubijankič 90' | goals        | |
| Matjaž Kek | bondscoach   | Han Berger |
| Samir Handanovič Matej Mavrič Boštjan Cesar Mišo Brečko Aleksandar Radosavljevič Robert Koren Bojan Jokić 80' Andraž Kirm 85' Tim Matavž 46' Valter Birsa 68' Milivoje Novakovič 74' | opstellingen | 46' Mark Schwarzer Luke Wilkshire Jade North Lucas Neill Carl Valeri 88' Mile Jedinak Brett Holman David Carney 70' Nathan Burns Richard García 56' Bruce Djité |
| Zlatko Dedič 46' Josip Iličič 68' Zlatan Ljubijankič 74' Branko Ilić 80' Dare Vršič 85'                                                                                              | wissels      | 46' Adam Federici 56' Dario Vidošić 70' Nikita Rukavytsya 88' James Holland                                                                                     |